# Michel Jöranssons kvarn

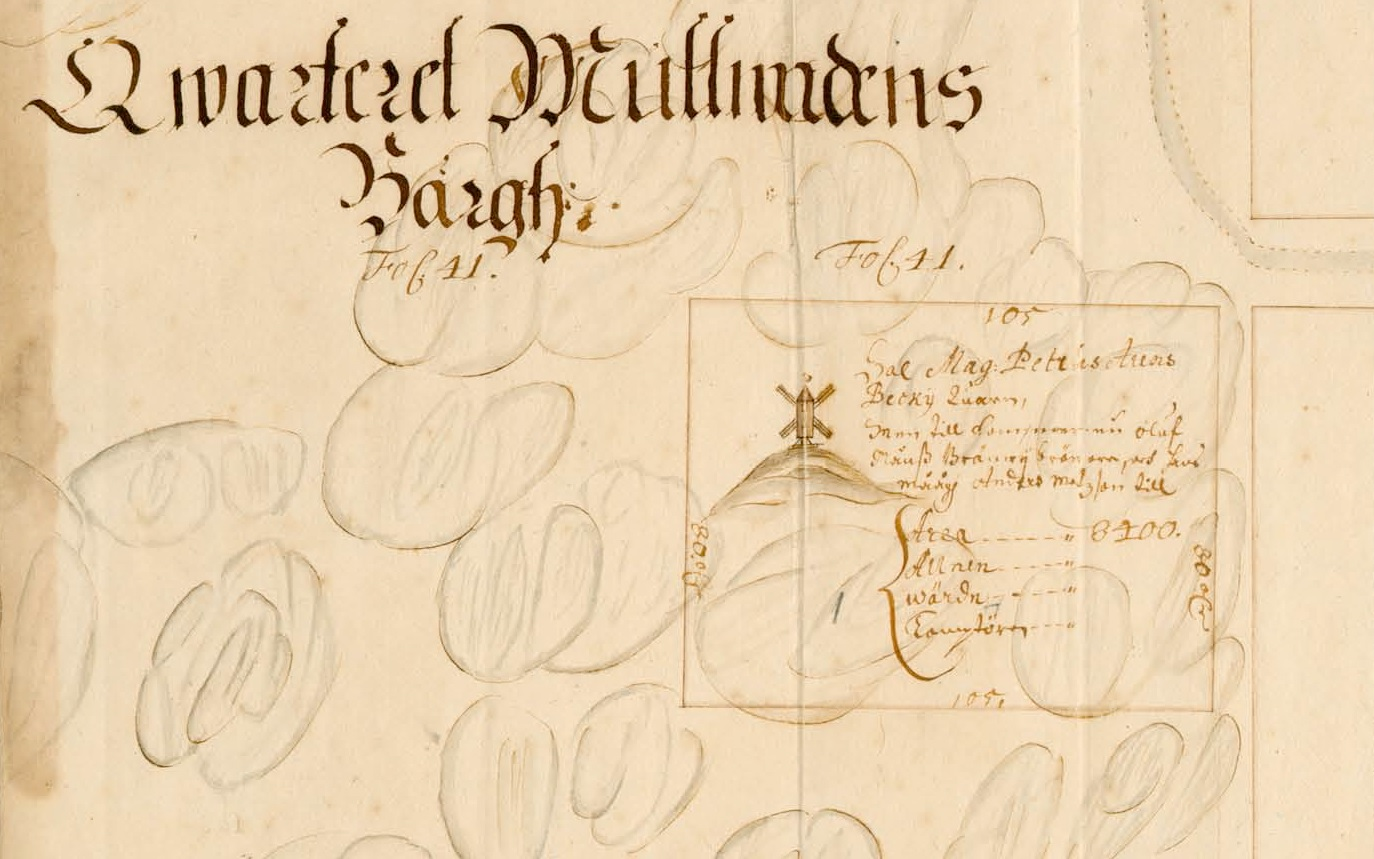
Kvarnen i Holms tomtbok, 1679.

Michel Jöranssons kvarn (möjligen även Lilla Krokan) var en väderkvarn på Södermalm i Stockholm. Kvarnen hörde till Zinkensdamms egendom och är känd från 1600-talet och brann ner 1871. På platsen invigdes 1936 Zinkendammsskolan (ursprungligen Södra kommunala mellanskolan), byggd efter ritningar av arkitekt Paul Hedqvist.

## Historik

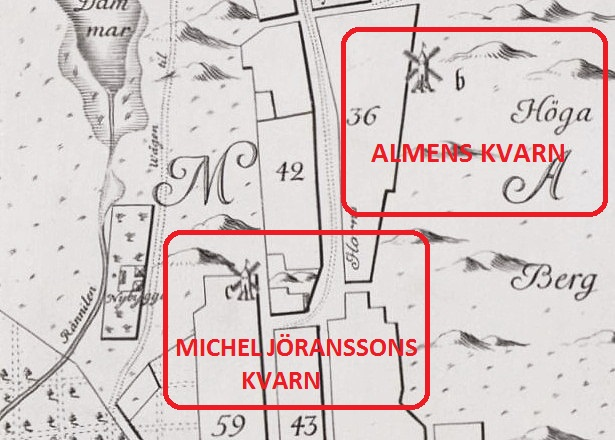
Michel Jöranssons kvarn och Almens kvarn på Tillaeus karta från 1733, norr är till höger.

Inte lågt från Almens kvarn stod en stolpkvarn som kallades Michel Jöranssons kvarn, efter en av dess ägare. Mer är inte känt av denne Jöransson. Platsen för kvarnen var på det numera försvunna Mullvadsberget (sedermera kallat Ansgarieberget), just där Hornskroken svängde norrut, alltså dåvarande västra slutet av Hornsgatan.
Vid 1600-talets mitt var kvarnägaren kyrkoherden i Katarina församling, Petrus Dieterici Arenbechius, kallad Mäster Peder eller Mäster Per. Han omnämndes även som ägare av kvarnen Fatburan och Nytorgs kvarn. Efter honom ägdes kvarnen av brännvinsbrännaren Olof Måns och dennes svärson Anders Matsson. Möjligen var det samma Anders Matsson som tidigare drivit den närbelägna Almens kvarn.
I Holms tomtbok från 1679 är ägaren angiven som Sal. Mag: Petréus Arens Beckÿ Quarn (Per Arenbechius kvarn), "salig" eftersom han dog sex år innan tomtboken upprättades. Kvarnen finns inritad på Petrus Tillaeus karta från 1733 (litt. c), och även på Heinrich Neuhaus Stockholmspanorama från 1870, men inte därefter eftersom den brann ner i oktober 1871.